# Al Wahda Club (Damas)
Pour les articles homonymes, voir Al Wahda.
Maillots
Actualités
Le Al Wahda Sporting Club de Damas (en arabe : نادي الوحدة الدمشقي الرياضي), plus couramment abrégé en Al Wahda, est un club syrien de football fondé en 1928 et basé à Damas, la capitale du pays.

## Palmarès
| Compétitions nationales | Compétitions internationales           |
| --- | -------------------------------------- |
| - Championnat de Syrie (2) : - Champion : 2003-04 et 2013-14. - Coupe de Syrie (8) : - Vainqueur : 1992-93, 2002-03, 2011-12, 2012-13, 2014-15, 2015-16, 2016-17 et 2019-20. - Finaliste : 1983-84, 2022-23 et 2023-24. - Supercoupe de Syrie (3) : - Vainqueur : 1993 , 2016 , 2020. - Finaliste : 2013. | - Coupe de l'AFC : - Finaliste : 2004. |